# Rosario Pellecchia
Rosario Pellecchia, noto anche con lo pseudonimo di Ross (Castellammare di Stabia, 4 dicembre 1970), è un disc jockey, conduttore radiofonico, cantante e scrittore italiano.

## Biografia

### Carriera radiofonica
Comincia la sua carriera radiofonica nel 1986 in alcune radio della sua città. Nel 1988 entra a far parte dello staff di Radio Kiss Kiss, dove idea e conduce varie trasmissioni, tra cui "Kiss Kiss Dance", in coppia con Gigio Rosa, e "A tutti coloro", show comico con Francesco Paolantoni e Stefano Sarcinelli che, nel 1995, vince il Telegatto come migliore programma radiofonico dell'anno.
Nel 1996 si trasferisce a Milano, dove inizia a lavorare per Radio 105. Per l'emittente di Via Turati Ross conduce svariati programmi, tra cui 105 New York, in diretta dalla sede di Manhattan, dove si trasferisce ad aprile del 2001. Rientrato in Italia nell'agosto del 2001, inizia la sua partnership con Tony Severo, alla conduzione di "105 Friends", in onda ogni mattina dal lunedì al venerdì dalle 10 alle 12.  A metà strada tra informazione e intrattenimento, il programma, tra i più ascoltati in Italia, è sostanzialmente un talk show radiofonico, con interviste ai più famosi personaggi italiani e internazionali provenienti da vari settori della vita pubblica, oltre ad una serie di rubriche fisse, tra le quali “C.S.I. Milano” con il criminologo Massimo Picozzi, che a gennaio 2011 ha dato vita anche a una doppia compilation dal titolo “Criminal Friends”, e “Let's talk about sex” spazio dedicato al sesso e condotto con l'ausilio del dottor Maurizio Bini.
Da annoverare anche un'esperienza televisiva nel 1997, quando entra a far parte del cast di “105 Night Express”, programma musicale di Italia Uno condotto da Paola Maugeri. Sempre in ambito televisivo, partecipa come ospite opinionista a varie trasmissioni.
Il 28 maggio 2019 esce per Mondadori il suo primo romanzo, dal titolo "Solo per vederti felice". Il 4 marzo 2021 pubblica per Feltrinelli il secondo romanzo, intitolato “Le balene mangiano da sole”. Il terzo, “Ora che ho incontrato te”, esce il 14 Febbraio 2023, ancora per Feltrinelli.

### Le esperienze discografiche
Parallelamente all'attività radiofonica, Ross è anche coinvolto in un progetto musicale, denominato Flabby. Il gruppo, fondato nel 1996, ha fra i propri componenti, oltre a Pellecchia, Fabrizio Fiore e Andrea De Sabato, successivamente fuoriuscito dal trio.
I Flabby hanno pubblicato cinque album, il primo dei quali è Modern Tunes for Everybody pubblicato nel 1997 dalla Loft – Emi, contenente una riedizione di "Mambo Italiano" eseguito con Carla Boni.
Nel 1999 è poi stato dato alle stampe Limoncello Experience, uscito per la Sugar Music.
Nel 2011 pubblicano Anything Can Happen, pubblicato per l'etichetta milanese RNC Music, album che li vede tornare sulla scena con un suono più decisamente jazz. Ross si divide le esecuzioni con Luana Heredia, ex Delta V, che canta in alcuni dei brani.
Nel 2014 è la volta di I'm Feeling Good Today, disco registrato tra Milano e Napoli. Le canzoni di questo nuovo lavoro hanno un'impronta pop-soul.
Nel 2016 RNC pubblica "The Best Is Yet To Come", una raccolta che contiene i brani di maggior successo del gruppo più due inediti, Inside/Outside e Please Come Home For Christmas Time.

## Discografia

### Con i Flabby

#### Album
- 1998 - Modern tunes for everybody
- 1999 - Limoncello Experience
- 2011 - Anything can happen
- 2014 - I'm Feeling Food Today
- 2016 - The Best Is Yet to Come!

## Opere
- 2019 - Solo per vederti felice (Mondadori)
- 2021 -  Le balene mangiano da sole (Feltrinelli)
- 2023 - Ora che ho incontrato te (Feltrinelli)